# Воскресенский собор (Арзамас)
Собо́р Воскресе́ния Христо́ва (Воскресе́нский собо́р) — православный храм в городе Арзамасе Нижегородской области, второй кафедральный собор Нижегородской епархии Русской православной церкви. Стоит на холме, занимая доминирующее положение в ансамбле Соборной площади. Воздвигнут в благодарение Богу за победу в Отечественной войне 1812 года.
К приходу собора также относятся 2 иных храма на Соборной площади Арзамаса: церковь в честь иконы Божией Матери «Живоносный Источник» (зимняя), церковь в честь Казанской иконы Божией Матери (крестильная, возведена в 2002 году).

## История

Вид на Соборную площадь в Арзамасе. В её центре возвышается Воскресенский кафедральный собор

По преданию, на месте нынешнего собора была первая в Арзамасе церковь во имя Архистратига Михаила, возведённая при основании города в половине XVI века. В XVII веке вместо обветшавшего храма был выстроен новый, во славу Воскресения Христова, также деревянный (впоследствии он был перенесён в деревню Костылиху, где находится по сей день). Вместо деревянного собора в 1742 году был возведён каменный пятиглавый храм в честь Воскресения Христова с приделом в честь великомученика Иоанна Воина. 
Постройка нынешнего здания собора — в благодарность Господу Богу и воспоминание избавления Церкви и Державы Российской «от нашествия галлов и с ними двадесяти язык» — началась в 1814 году по проекту архитектора, уроженца Арзамаса Михаила Коринфского, мастера позднего классицизма, ученика архитектора Андрея Воронихина. Строительство продолжалось 28 лет. На здание ушло 5,5 млн штук кирпича, 1000 кубических метров бутового камня для фундамента и 164 тонны железа. 
Отделочные работы и роспись длились 21 год. Собор расписан учениками Арзамасской школы живописи Александра Ступина — Осипом Семёновичем Серебряковым и его сыном Александром. Евангельские сюжеты выполнены в технике гризайль, поэтому создаётся впечатление, что лики написаны углём или пастелью. Иконостасы резной работы выполнены братьями Василием и Климом Ломакиными. Все пять иконостасов обрамлены огромными деревянными колоннами с капителями, украшенными пилястрами с резьбой. Царские врата главного престола украшены иконами Спасителя и Богоматери, которые изображены восседающими на царских тронах, в белых одеждах, с коронами на главах, — работы профессора живописи Николая Алексеева (зятя Ступина), расписывавшего впоследствии Исаакиевский собор Санкт-Петербурга. «По общему облику и прекрасным пропорциям Арзамасский Воскресенский собор не имеет себе равного среди классических церквей Москвы и может идти в сравнение лишь с петербургскими соборами Стасова», — писал в 1926 году архитектор-реставратор Николай Померанцев.
Главный престол в честь Воскресения Христова был освящён в 1840 году.
В 1932 году храм был закрыт для богослужения и в здании бывшего собора открыт в музей атеизма. Благодаря музею сохранились первозданный вид и внутреннее убранство собора, а также многие чтимые святыни Арзамаса, которые свозились сюда из уничтожавшихся храмов.

Роспись в Воскресенском соборе сделана учениками Арзамасской школы живописи Александра Ступина

Вопрос об открытии собора в 1944 году поставил патриарх Сергий, уроженец Арзамаса, и в последней перед своей кончиной беседе с председателем Совета по делам РПЦ Георгием Карповым 4 мая 1944 года спрашивал его, «считает ли совет возможным ускорить» этот процесс. В 1947 году в храме снова стали проходить богослужения.
29 июля 1991 года, при перенесении мощей преподобного Серафима Саровского из Москвы в Дивеево, патриарх Алексий II возглавил в соборе хиротонию его настоятеля, архимандрита Иерофея (Соболева), во епископа Балахнинского. 
10 сентября 2009 года собор посетил патриарх Кирилл.
13 августа 2017 года в рамках празднования 150-летия со дня рождения патриарха Сергия (Страгородского), родившегося в Арзамасе, патриарх Кирилл совершил в соборе литургию.

Воскресенский собор вечером

В октябре 2019 года начались масштабные реставрационные работы, завершившиеся в июле 2023 года. Подобные комплексные работы здесь проходили впервые со дня постройки собора. Реставрационные работы проводились с научным сопровождением в рамках развития паломническо-туристического кластера «Арзамас — Дивеево — Саров». Привели в порядок кровлю, купола, внутреннее убранство и фасады. В соборе появились системы отопления, благодаря чему теперь богослужения проходят круглогодично, а не только в тёплое время года. Реставрация включала в себя восстановление живописи фронтонов, внутрихрамовой росписи и лепного декора, икон и иконостасов. В общей сложности монументальная живопись в интерьерах собора отреставрирована в объёме около 7000 кв. м. 
В подклёте восстановили историческую кирпичную кладку стен и сводов, теперь там расположился музей Русского Патриаршества.
30 июля 2023 года патриарх Кирилл совершил чин великого освящения восстановленного собора и литургию.

## Архитектура

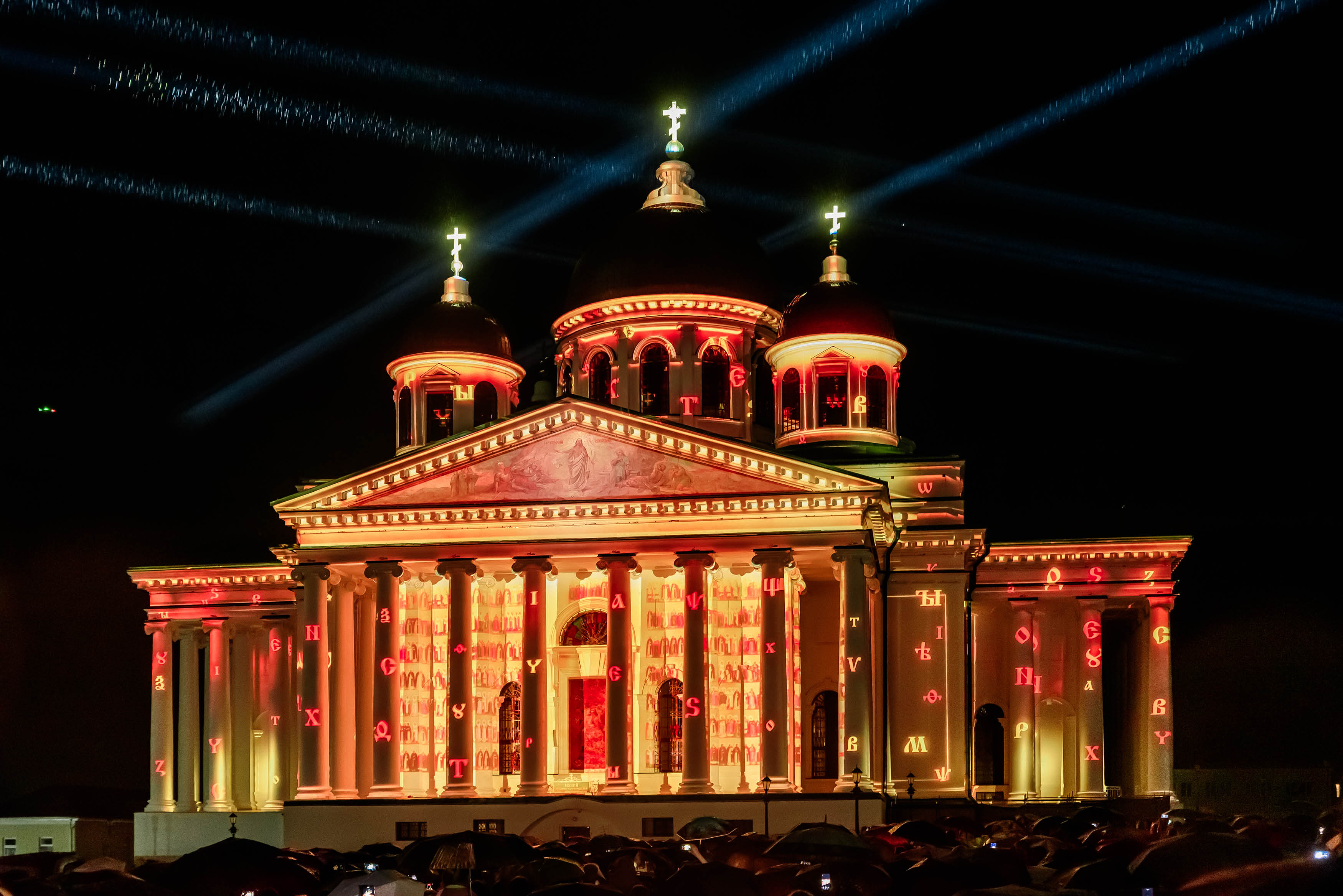
Видеопроекция на фасад Воскресенского собора во время фестиваля православной и патриотической песни «Арзамасские купола»

Здание имеет форму греческого креста, положенного на квадрат. Длина и ширина храма равны и имеют по 30 сажен (63 м 90 см), а высота до среднего креста — 22 сажени (46 м 86 см). Собор имеет пять куполов сферической формы, высокие фронтоны, украшенные живописью, четыре портика, опирающиеся в совокупности на 48 колонн. На фронтонах собора расположены большие фрески на библейские сюжеты: «Воскресение Христа» (восточный фронтон), «Явление Святой Троицы Аврааму» (южный), «Собор всех святых» (западный), «Покров Пресвятой Богородицы» (северный). 